# Puerto de Cuitareo
Puerto de Cuitareo är en ort i Mexiko.   Den ligger i kommunen Hidalgo och delstaten Michoacán de Ocampo, i den södra delen av landet, 150 km väster om huvudstaden Mexico City. Puerto de Cuitareo ligger 2 243 meter över havet och antalet invånare är 392.
Terrängen runt Puerto de Cuitareo är huvudsakligen kuperad, men åt sydost är den bergig. Runt Puerto de Cuitareo är det ganska tätbefolkat, med 90 invånare per kvadratkilometer. Närmaste större samhälle är Ciudad Hidalgo, 4,4 km norr om Puerto de Cuitareo. I omgivningarna runt Puerto de Cuitareo växer huvudsakligen savannskog.